# Bantayan (Cebu)
Bantayan (Bayan ng Bantayan) är en kommun i Filippinerna. Kommunen tillhör provinsen Cebu och ligger på ön med samma namn. Folkmängden uppgår till 68 125 invånare.

## Barangayer
Bantayan är indelat i 25 barangayer.
| - Atop-atop - Baigad - Baod - Binaobao (Pob.) - Balidbid - Kabac - Doong - Hilotongan - Guiwanon - Kabangbang - Kampingganon - Kangkaibe - Lipayran | - Luyongbaybay - Mojon - Obo-ob - Patao - Putian - Sillon - Sungko - Suba (Pob.) - Sulangan - Tamiao - Bantigue (Pob.) - Ticad (Pob.) |

## Bildgalleri

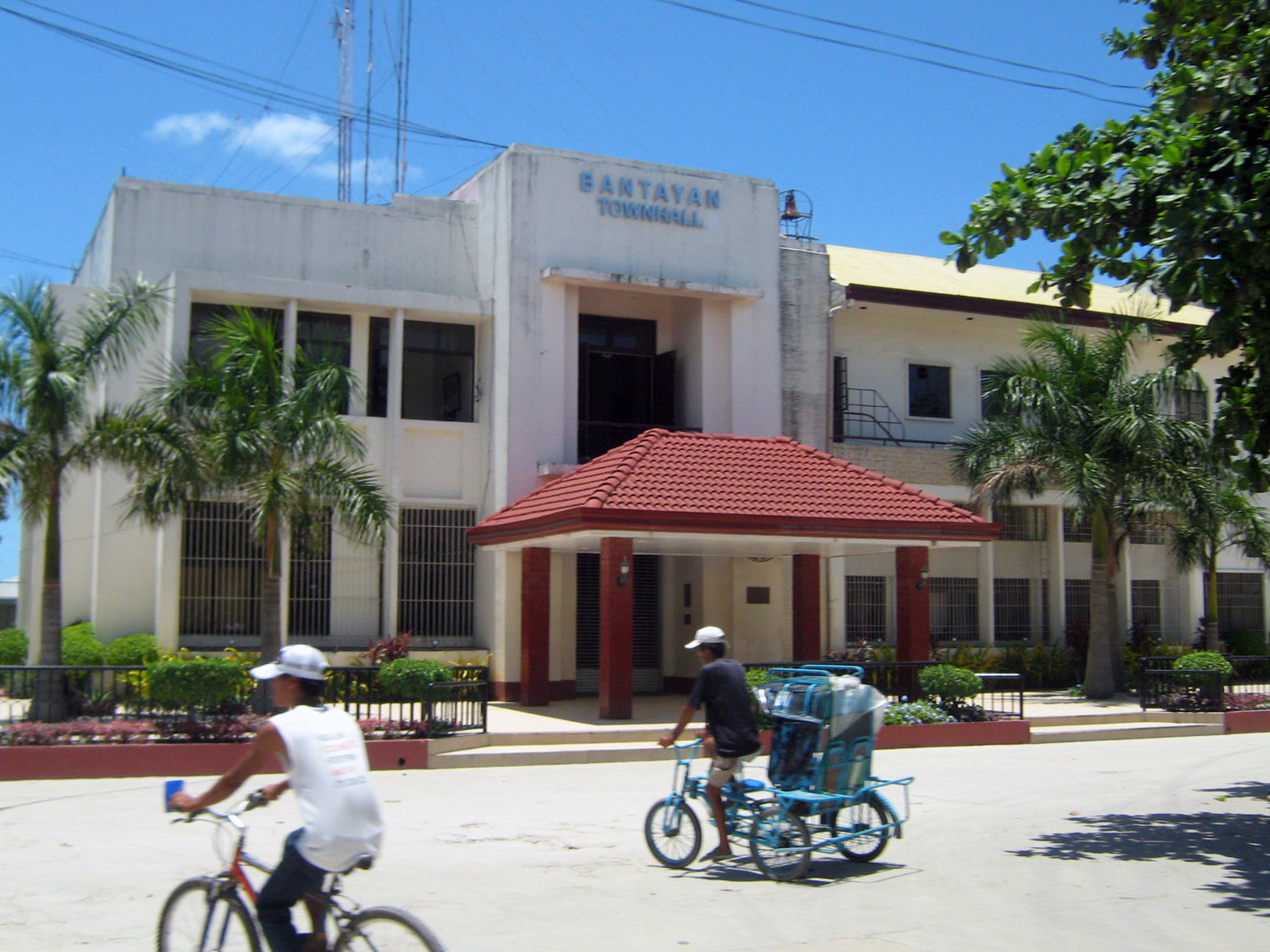